# Комет
«Ко́мет» («Комета», нем. Komet) — немецкий вспомогательный крейсер времён Второй мировой войны. HSK-7, бывшее торговое судно «Эмс» (нем. Ems), в германском флоте обозначался как «Судно № 45», во флоте Великобритании — «Рейдер „B“».
Летом 1940 года под разными названиями при содействии СССР прошёл Северным морским путём из Северного моря в Берингов пролив и далее в Тихий океан. В 1940—1941 годах участвовал в боевых действиях на морских коммуникациях в Тихом океане, в районе Австралии и Океании. Тоннаж потопленных и захваченных им судов антигитлеровской коалиции составил 42 000 брт.

## История создания
Торговое судно «Эмс» было построено в Бремене фирмой «Дешимаг» для «Северогерманского Ллойда». Спущено на воду 16 января 1937 года.
Одно из судов серии сухогрузов (четыре однотипных судна — «Драу» (Drau), «Айдер» (Eider), «Иллер» (Iller) и «Мюр» (Mur), и два полу-систершипа, «Саар» (Saar) и «Мемель» (Memel)).

### Технические параметры
- Размеры: длина 115,4 м, ширина 15,3 м, осадка 6,5 м
- Водоизмещение: 7500 т (3297 брт)
- Одна палуба, 4 грузовых люка
- ГЭУ: 2 × 6-цилиндровых двухтактных дизеля MAN (3900 л. с.)
- Максимальная скорость: 16 узлов
- Запас топлива: 2485 т
- Дальность плавания: 61 000 миль при 9 уз.,
- Автономность плавания: 236 дней

В начале Второй мировой войны было реквизировано, переоборудовано на верфи Howaldtswerke AG во вспомогательный крейсер и в этом качестве 2 июня 1940 года пополнило ряды Кригсмарине.
Самый малый из подобных кораблей, «Комет», помимо мощного артиллерийского и минно-торпедного вооружения, имел на борту быстроходный катер, предназначенный для торпедных атак и постановки мин, и гидросамолёты.

Схема вооружения

### Вооружение
- 6 × 150-мм С/16 L/45 (боезапас 1500 шт.)
- 1 × 75-мм Schneider-Creusot L/35
- зенитные спаренные 2 × 37-мм С/30 L/83 (боезапас 4000 шт.)
- зенитные автоматы 4 × 20-мм С/30 L/65 (боезапас 8000 шт.)
- 30 мин EMC
- 2 сдвоенных палубных и 2 подводных (траверзных) торпедных аппарата 533-мм[2] (боезапас 24 торпеды)
- малый катер «Метеорит» (тип LS2)
- 2 самолёта Ar.196A-1

Экипаж — 267 человек (включая 17 офицеров).

## Боевые действия

### Первый поход

#### Выход в море
Под командой капитана цур зее Роберта Эйссена корабль вечером 3 июля 1940 года покинул Готенхафен и, в сопровождении сил охранения, направился через Датские проливы вдоль побережья Норвегии на север. 6 июля прибыл в Кристиансанн, где дозаправился топливом, пресной водой и переждал тревогу, вызванную появлением западнее Скагеррака британских военных кораблей.

#### Переход по Северному морскому пути
Советское руководство согласилось на проводку крейсера лишь после длительных переговоров с германской стороной. Несмотря на подписанный ранее пакт Молотова — Риббентропа (1939) и конфиденциальный договор о торговом сотрудничестве (1940), советское руководство желало сохранять видимость нейтральности и поэтому уделяло большое внимание секретности операции. Вначале была достигнута договорённость о проводке 26 судов, включая четыре вспомогательных крейсера, Однако позднее, вследствие различных трудностей, было решено ограничиться одним судном. Этим судном и стал «Комет». Советская сторона опровергала своё содействие переходу германского военного корабля по Севморпути, утверждая, что немцы скрывали военное назначение судна.
Замаскированный (ещё в Кристиансанне) под советский ледокольный пароход «Семён Дежнёв», корабль обогнул мыс Нордкап и достиг района севернее острова Колгуев. Там, занимаясь боевой подготовкой экипажа и гидрографическими исследованиями, некоторое время ожидал подхода советских судов, которые должны были его сопровождать на следующем участке пути (нейтральный на тот момент Советский Союз согласился тайно помочь «Комету» пройти вдоль северного побережья СССР по Северному морскому пути).
Из-за сложной ледовой обстановки встреча с советскими ледоколами несколько раз откладывалась. Наконец, 13 августа радиограмма из Берлина сообщила, что ледокол «Ленин» будет ждать их в проливе Маточкин Шар. На следующий день, не обнаружив в точке рандеву обещанного судна сопровождения, Эйссен без лоцмана вошёл в пролив и здесь выяснилось, что «Ленин» с караваном судов ушёл уже неделю назад. Приняв на борт двух советских лоцманов, «Комет» (на этот раз в качестве торгового судна «Донау») продолжил путь по Карскому морю, однако вскоре опять вынужден был вернуться, так как ледокол был уже далеко и находиться тут было небезопасно.
19 августа было получено разрешение следовать дальше, но 6 суток «Комет» пережидал штормовую погоду в проливе Матисена в архипелаге Норденшельда и только 25 числа произошла его встреча с ледоколом «Ленин», который провёл немцев в море Лаптевых, где передал «Комет» ледоколу «Иосиф Сталин». С трудом пробившись через участок, покрытый льдами, по свободной воде «Комет» продолжил путь до пролива Санникова самостоятельно. Здесь его встретил ледокол «Малыгин», однако из-за малой скорости хода последнего Эйссен на свой страх и риск отказался от его услуг. Пройдя между Медвежьими островами, он был встречен ледоколом «Лазарь Каганович» и продолжил путь по Восточно-Сибирскому морю в его сопровождении. Дальнейшее продвижение на восток осуществлялось в условиях тяжёлой ледовой обстановки. В ночь на 1 сентября на «Комете» произошла поломка рулевого управления, однако силами своих механиков её удалось устранить.
Когда суда уже вышли на чистую воду и находились в районе острова Айон, была принята радиограмма от начальника Главсевморпути И. Д. Папанина с требованием вернуть немецкий корабль назад под предлогом того, что в районе Берингова пролива появились враждебные Германии корабли. Эйссен подчиниться отказался и, в конце концов, разрешение следовать дальше на восток было получено. «Комет» продолжил оставшийся путь в одиночку и в начале сентября прошёл Берингов пролив. Во время непродолжительной остановки в безлюдной бухте Анадырь шедший до этого под японским флагом «Комет» вновь замаскировался в советский «Дежнёв» и 10 сентября 1940 года вышел в Тихий океан.
Это был единственный случай прохода корабля кригсмарине Северным морским путём. Полученные рейдером данные позднее были использованы немецкими крейсерами и подводными лодками во время боевых действий в Арктике.

#### Тихий океан

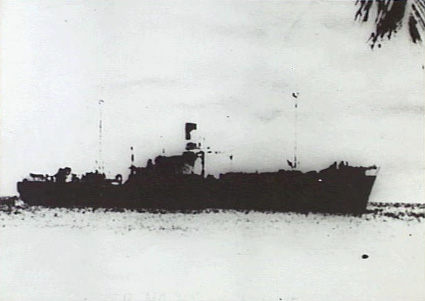
«Комет», приблизительно 1941 год

Направляясь в отведённый ему район крейсирования, «Комет» выдержал сильный шторм и 30 сентября 1940 подошёл к Каролинским островам. Через два дня при посадке разбился имевшийся у него на борту гидроплан, что существенно уменьшило его разведывательные возможности.
Возле острова Ламотрек кригсмарине назначило «Комету» рандеву с другим вспомогательным крейсером — «Орионом». 14 октября возле этого острова крейсер встретился с судном снабжения «Кульмерланд», 18 октября к ним присоединился «Орион» с транспортом «Регенсбург». На совещании капитаны судов запланировали совместные действия в течение следующего месяца.
29 октября «Комет» (замаскированный под японский пароход «Манийо Мару»), «Орион» («Майебашу Мару») и «Кульмерланд» («Токио Мару») в качестве разведывательного судна взяли курс в район острова Науру, рассчитывая найти там подходящие цели и разрушить фосфатные разработки на самом острове. Свою первую за весь поход потенциальную жертву — американский теплоход «Таун Элвуд» — пришлось отпустить, так как Америка ещё сохраняла нейтралитет и военных грузов на борту судна не было. Следующую цель, новозеландский пароход «Холмвуд», немцы потопили артиллерией, предварительно сняв команду. Через два дня — новая цель, британское пассажирско-рефрижераторное судно «Рэнгитин». Судно отказалось остановиться, передало в эфир предупреждение и, в соответствии с указаниями кригсмарине, было потоплено орудийным огнём. Встреченное по пути к Науру ещё одно судно, австралийский пароход с грузом фосфатов «Трейона», было остановлено, экипаж был снят, судно потоплено торпедой.
На стоянке в Науру было обнаружено ещё три судна: норвежский транспорт «Винни», новозеландский «Тристар», австралийские «Комата» и «Трюайдек», они также были потоплены, экипажи предварительно сняты. 8 декабря соединение германских кораблей было готово обстрелять порт Науру, но погода не позволила этого сделать. Корабли отошли к острову Эмирау и высадили там пленных. С этого момента пути кораблей разошлись: «Комет» пошёл к Рабаулу, «Орион» в связи с требующимся небольшим ремонтом вернулся к Ламотреку, а «Кульмерланд», выполнив своё назначение, ушёл в Японию.
Пропажа потопленных немцами судов не прошла незамеченной, в территориальных водах Австралии и Новой Зеландии было объявлено военное положение, началось патрулирование морских коммуникаций.

#### Обстрел Науру
Эйссен через некоторое время вернулся к идее уничтожения промышленных и портовых сооружений на Науру, акции вполне в духе немецких рейдеров времён Первой мировой войны. Подойдя к острову, он 27 декабря 1940 года направил туда своих представителей для предупреждения властей острова, с тем, чтобы избежать возможных жертв, и одновременно угрозой физического уничтожения пресечь возможную попытку местных радистов выйти в эфир. Администрация Науру приняла эти условия.
«Комет» в течение часа из всех орудий обстреливал остров: склады, хранилища топлива, промышленные объекты. Обстрел привёл к большим разрушениям и пожарам. Поставки фосфатов на несколько месяцев прекратились.
Нападение на Науру вызвало большой международный резонанс, в том числе и в Японии, поскольку она тоже сильно зависела от этого ценного сырья, которого надолго лишилась из-за этой акции. Кроме того, возникший в результате обстрела пожар уничтожил крупный штабель фосфоритов, уже закупленный японцами. Правительство Японии заявило, что эти действия германского рейдера ставят под вопрос обслуживание немецких судов в японских базах. Как следствие этого, Эйссен получил выговор от руководства кригсмарине, носивший, впрочем, формальный характер. Незадолго до этого, 1 января 1941 года, ему было присвоено звание контр-адмирала.
Учитывая активизацию действий флотов союзников в этом районе, было принято решение передислоцироваться в Индийский океан.

#### Индийский океан
1 января 1941 года «Комет» двинулся на запад. Переход осуществлялся по морю Росса, у самой кромки Антарктиды, в надежде встретить китобойные суда противника, однако попадались лишь японские промысловики.
На острове Кергелен были обнаружены большие запасы продовольствия, брошенные из-за войны; они пополнили трюмы «Комета». Во время стоянки был также произведён осмотр корпуса судна. 11 марта корабль отправился на рандеву с «Пингвином», который находился в Индийском океане вместе с судном снабжения «Альстериор» и своим вспомогательным судном «Адъютант». Затем шесть недель находился в восточной части Индийского океана, но так и не встретил ни одного судна противника. 8 мая он переместился ещё восточнее — на коммуникации между Австралией и Коломбо.
После гибели «Пингвина» вспомогательное судно последнего «Адъютант» присоединилось к «Комету», было оборудовано для постановки мин и направлено к Новой Зеландии. После постановки мин вблизи Веллингтона оно 1 июля вновь присоединилось к «Комету», но из-за неполадок в двигателе вскоре было затоплено.
В середине июля «Комет» пополнил запасы топлива и продовольствия от судна снабжения «Аннелиз Эссбергер», после чего повернул на восток.

#### Возвращение
14 августа 1941 года на пути к Чили «Комет» обнаружил и потопил британское судно «Остралинд». Через три дня он встретил голландский теплоход «Кота Нопан» с ценным грузом — каучуком, оловом и марганцевой рудой. На него была направлена призовая команда, и оба судна продолжили свой путь в Европу. Ещё через двое суток был потоплен британский пароход «Девон».
В западной части Тихого океана «Комет» встретился с «Атлантисом» и с судном снабжения «Мюнстерланд», шедшим из Иокогамы. Пополнив запасы топлива и продовольствия, «Комет», замаскировавшись под португальский пароход «Тома», вместе с «Кота Нопан» обогнул мыс Горн. Здесь они разделились и направились в Европу. 6 ноября «Комет» находился в 180 милях от прорывателя блокады «Оденвальд», экипаж которого затопил своё судно, чтобы избежать его захвата противником.
16 ноября 1941 года во Францию успешно пришёл «Кота Нопан», а 26 ноября, встреченный своими подводными лодками, прибыл в Шербур и «Комет». 28 ноября он с мощным охранением прошёл Ла-Манш и 30 ноября 1941 года был уже в Куксхафене, затем перешёл в Гамбург. Экипажу была организована торжественная встреча, в Берлине в присутствии нацистского руководства прошло чествование моряков.
Совершив кругосветное путешествие, «Комет» провёл в плавании 516 дней и оставил за кормой в общей сложности около 87 000 миль в четырёх океанах.

### Второй поход и гибель
Второй поход с новым экипажем под командой капитана цур зее Ульриха Брокзина начался в осенью 1942 года.
Всего лишь через неделю после выхода из Гамбурга «Комет», несмотря на сильное охранение, был атакован британскими торпедными катерами в Ла-Манше у мыса Хога на траверзе Шербура. Две торпеды, выпущенные катером MTB 236, попали в корабль, после чего детонировали боеприпасы; судно раскололось на две части и ушло на дно. Погиб 251 человек, спасённых не было.

### Результаты
Потопленные и захваченные суда, совместно с «Орионом»:
| Дата           | Название судна | Тип                 | Принадлежность | Тоннаж, брт | Груз    | Судьба                            |
| -------------- | -------------- | ------------------- | -------------- | ----------- | ------- | --------------------------------- |
| 25 ноября 1940 | Holmwood       | грузовое судно      | Новая Зеландия | 546         |         | потоплено артиллерией             |
| 27 ноября 1940 | Rangitane      | пассажирский лайнер | Великобритания | 16 712      |         | потоплено артиллерией             |
| 6 декабря 1940 | Triona         | грузовое судно      | Австралия      | 4413        | фосфаты | потоплено артиллерией и торпедами |
| 7 декабря 1940 | Vinni          | грузовое судно      | Норвегия       | 5181        |         | потоплено подрывными зарядами     |
| 7 декабря 1940 | Komata         | грузовое судно      | Австралия      | 3900        |         | потоплено подрывными зарядами     |
| 8 декабря 1940 | Triadic        | грузовое судно      | Австралия      | 6378        |         | потоплено подрывными зарядами     |
| 8 декабря 1940 | Triaster       | грузовое судно      | Новая Зеландия | 6032        |         | потоплено подрывными зарядами     |

В одиночку:
| Дата            | Название судна | Тип            | Принадлежность | Тоннаж, брт | Груз                    | Судьба                        |
| --------------- | -------------- | -------------- | -------------- | ----------- | ----------------------- | ----------------------------- |
| 14 августа 1941 | Australind     | грузовое судно | Великобритания | 5020        |                         | потоплено артиллерией         |
| 17 августа 1941 | Kota Nopan     | грузовое судно | Нидерланды     | 7322        | каучук, марганец, олово | приз, отправлено во Францию   |
| 19 августа 1941 | Devon          | грузовое судно | Великобритания | 9036        |                         | потоплено подрывными зарядами |

Тоннаж потопленных и захваченных «Кометом» судов составил примерно 42 000 брт (тоннаж потопленных совместно с «Орионом» судов разделён между ними).

## Современные исследования
4 июля 2006 года останки рейдера «Комет» были обнаружены исследователем Иннесом Маккартни (англ. Innes McCartney) в Ла-Манше на глубине 70 метров. Было установлено, что в результате взрыва корабль разломился пополам и перевернулся.

### Комментарии
1. 1 2  Соответствует званию капитана 1-го ранга.
2. ↑  Была заключена коммерческая сделка на сумму 950 тыс. марок (около $300 000), которую Германия потом оплатила поставками промышленного оборудования. Проводку «Комета» включили в план навигации 1940 года. Архивная копия от 27 сентября 2007 на Wayback Machine В советской историографии факт широкого технического содействия, оказанного Советским Союзом «Комету», вначале замалчивался, а затем отрицался.
3. ↑  Эйссен впоследствии утверждал, что в результате принятых им мер никто из жителей острова не пострадал
4. ↑  «Оденвальд», возвращавшийся в Германию с грузом каучука, был остановлен американским крейсером «Омаха» по «подозрению в работорговле» в кн. Руге, Фридрих. Война на море, 1939—1945 = Der Seekrieg 1939–45. — Полигон, 2002. — С. 221. — 400 с. — (Военно-историческая библиотека). — ISBN 5-89173-027-8. США на тот момент были нейтральным государством и требовалось задержать немецкий пароход до прибытия британских военных кораблей под любым предлогом. Вероятно, это единственный подобный случай в новейшей истории.
5. ↑  Государственная принадлежность приведённых в таблице судов в других источниках может отличаться. (англ.)

### Сноски
1. ↑  «Свастика над Таймыром». Радио «Эхо Москвы» (5 октября 2009). Дата обращения: 28 августа 2019. Архивировано 15 апреля 2010 года.
2. ↑  По другим данным на «Комете» было установлено 10 торпедных аппаратов (Ф. Руге. Война на море, 1939—1945. — С. 168.).
3. 1 2 3  Tobias R. Philbin III. The Lure of Neptune: German-Soviet Naval Collaboration and Ambitions, 1919—1941, University of South Carolina Press, 1994, ISBN 0-87249-992-8, page 131-7
4. ↑  Безносов А. В. Секрет «Базис Норд». // «Военно-исторический журнал». — 1990. — № 7. — С.53-57.
5. ↑  Черепков А. Простота хуже предательства // Независимое военное обозрение, 31.03.2000.
6. ↑  Тоннаж приведённых в таблице судов в других источниках может незначительно отличаться. Архивная копия от 15 октября 2016 на Wayback Machine (англ.)
7. ↑  Periscope Publishing Ltd. Архивировано 28 июля 2011 года. (англ.)
8. ↑  Komet that turned fireball. Divernet (март 2008). Дата обращения: 28 августа 2019. Архивировано 17 октября 2011 года.